# Ilfracombe
Ilfracombe è un paese di 10 840 abitanti della contea del Devon, in Inghilterra.

## Amministrazione

### Gemellaggi
- Ifs, Francia
- Herxheim, Germania